# پودوفیلین
پودوفیلین (به انگلیسی: Podophyllin)
رده درمانی: داروهای موضعی
اشکال دارویی: محلول، پماد

## موارد مصرف
پودوفیلین برای درمان زگیل (ناحیه تناسلی) مورد استفاده قرار می‌گیرد ونیز موسکولوم کانتوژیوزم.

## مکانیسم اثر
پودوفیلین یک ماده آنتی میتوتیک (ضد میتوز و تکثیر سلولی) بوده و با ایجاد نکروز موضعی بافت، فعالیت ویروس HPV که عامل اصلی ایجادکننده زگیل تناسلی است را مختل می‌کند. این دارو با متصل شدن به پروتئین توبولین در دوک‌های میتوزی عمل تکثیر سلولی را مختل میسازد.

## ترکیبات
به شکل پودر زرد تا قهوه ای روشن و سبز مایل قهوه ای وجود دارد. اولین بار از ریزوم گیاه Mayapple امریکایی که به‌طور بومی در شمال شرق آمریکا رشد می‌کند استخراج گردیده است. ماده مؤثره آن پودوفیلوتوکسین خوانده می‌شود که در الکل، اتر، کلروفرم و آب جوش محلول است.

## عوارض جانبی
سوزش در محل، درد و التهاب از عوارض جانبی شایع این دارو است.عوارض گوارشی، خونی و عصبی نیز دارد.